# Вав (буква еврейского алфавита)
Вав (ивр. וָי״ו, וָיו‎) — шестая буква еврейского алфавита. В иврите она обозначает звук [v].
В качестве матери чтения входит в некоторые из обозначений для гласных [o] и [u]. При неогласованном письме может обозначать те же гласные и в тех случаях, когда огласованное письмо требует использовать диакритический знак без матери чтения, а если обозначает согласный [v], то удваивается.
Родственна финикийской , и вместе с ней происходит от древнеханаанской  и/или протосинайской буквы  с реконструированным значением «крюк», «колышек».
Буква ו в начале слова может означать соединительный союз «и». В библейских текстах очень часто встречается «вав перевёртывающий», маркирующий «перевёрнутый перфект» и «перевёрнутый имперфект».
Гематрия буквы ו равна 6.
| װ         | ױ       | וּ            |
| Цвей вовн | Вов-йуд | Вав с точкой |

В языке идиш эта буква называется вов и обозначает гласный [u], а удвоенная (װ, цвей вовн) — согласный [v]. Сочетание с буквой йуд ױ называется вов-йуд и обозначает дифтонг [oɪ]. Если несколько букв вов и йуд идут подряд, для однозначности чтения в букве вов ставится точка (аналогично шуруку в иврите: וּ), когда она обозначает гласный [u].